# Jos Chabert
Pour les articles homonymes, voir Chabert.
Jos Chabert, né le 16 mars 1933 à Etterbeek et mort le 9 avril 2014  à Bruxelles,, est un homme politique belge et bruxellois, membre du CD&V.

## Études et vie professionnelle
Jos Chabert, dont le père exerçait aussi des fonctions politiques au niveau local, a étudié au collège Saint-Jean-Berchmans de Bruxelles et au petit séminaire de Malines. Il a ensuite décroché son doctorat en droit à l’université catholique de Louvain. Il a été avocat à la cour d’appel de Bruxelles et a enseigné le droit à la KUL.

## Parcours politique
Jos Chabert commence sa carrière politique à Meise, où il est échevin des Finances entre 1965 et 1976.

### Politique nationale
Jos Chabert est ensuite élu député du CVP-PSC en 1968.
En 1973, il est nommé ministre de la Culture flamande et des Affaires flamandes dans le premier, puis dans le second gouvernement Leburton. Entre 1974 et 1980, il est à la tête du ministère des Voiries et des Communications où il fait appliquer plusieurs mesures en rapport avec la sécurité routière.
À partir de 1974, alors qu'il est Ministre des Communications, il se fait aussi connaître pour la « Route Chabert, » imposant aux aéronefs décollant le week-end depuis l'Aéroport national de Bruxelles d'éviter la région de Meise où il était résident. La déviation existe toujours, affectant la santé et la sécurité de centaines de milliers d'habitants du nord de Bruxelles.
Entre 1980 et 1981, il est ministre des Travaux publics et des Réformes institutionnelles dans deux gouvernements successifs. Ayant été élu sénateur en 1981, il occupe son siège à partir de 1982.

### Politique régionale
Lors de la création de la Région de Bruxelles-Capitale en 1989, Jos Chabert est élu député régional, un siège qu’il occupera entre le 12 juillet 1989 au 7 juin 2009 (il est empêché du 1er janvier 2002 au 19 juillet 2004). Il est le premier vice-président de l’assemblée bruxelloise entre le 19 juillet 2004 et le 17 octobre 2006. Le 18 octobre 2006, il en devient le secrétaire.
Pendant une décennie, il occupe le poste de ministre du Budget, de l’Économie, des Finances, de l’Énergie et des Relations extérieures.
Non réélu en 2009, Jos Chabert met alors un terme à sa carrière politique, à l'âge de 76 ans.

## Autres fonctions
En 1981 il devient représentant de la Belgique à l’assemblée générale des Nations unies.
En 1985 il sera nommé commissaire général de l’exposition mondiale de Tsukuba au Japon.
Jos Chabert a été président du Comité des Régions de l'Union européenne.

## Titres honorifiques
Le titre de ministre d'État lui est conféré par le roi Albert II en 2009.